# KKCG
KKCG è una società di investimento internazionale fondata nella Repubblica Ceca e con sede legale a Lucerna, in Svizzera. Detiene azioni di società in 36 paesi del mondo in quattro settori: lotterie e giochi d'azzardo, energia, tecnologia dell'informazione e immobiliare. Fondata a Praga nel 2003 dall'imprenditore ceco Karel Komárek, KKCG conta al 2023 10000 dipendenti in tutto il mondo e gestisce attività per oltre nove miliardi di euro.

## Struttura aziendale

### Energia
Nel 1992, Karel Komárek ricevette un prestito dal padre che gli permise di investire in M.O.S. Hodonín, un'azienda specializzata in accessori industriali. Uno dei successivi investimenti fu nella società energetica Moravské naftové doly (Miniere petrolifere della Moravia), con sede nella sua città natale, Hodonín.
A partire dal 2013, Moravské naftové doly è diventata una delle principali società energetiche della Repubblica Ceca. Opera anche in Slovacchia, Germania, Paesi Bassi, Austria, Francia, Ungheria, Ucraina e Gran Bretagna. Nel 2014, una filiale di MND è entrata nel mercato energetico ceco e ha iniziato a fornire gas naturale a clienti privati.
Nel 2016, KKCG ha iniziato a investire nella produzione di metanolo negli Stati Uniti. Nell'aprile 2016 ha fondato la società US Methanol LLC a Charleston, in West Virginia, segnando il suo primo grande investimento negli Stati Uniti. US Methanol possiede e gestisce impianti di metanolo di medie dimensioni a Institute, in West Virginia, con una produzione giornaliera iniziale di circa 400 a 500 tonnellate. L'impianto è stato messo in funzione nel 2022.

### Lotterie e giochi d'azzardo
Nel 2011, KKCG è entrata per la prima volta nel settore delle lotterie diventando l'azionista di maggioranza dell'azienda ceca Sazka a.s., un tempo di proprietà dello Stato. Un anno dopo, KKCG ha rilevato le azioni rimanenti di Sazka a.s., diventandone di fatto il proprietario.
Nel 2016, KKCG ha costituito una joint venture con la società ceca EMMA Capital, mantenendo il nome di Sazka Group. Nello stesso anno, Sazka Group ha acquisito una quota del 32,5% della società italiana di lotterie Lottoitalia sotto forma di joint venture, tra gli altri, con la società britannica Lottomatica (IGT).
Nel 2018, Sazka Group era il più grande gruppo di lotterie in Europa, con operazioni di lotterie nazionali in Grecia, Italia e Austria. Nel 2019, KKCG ha rilevato il 25% delle azioni di Sazka Group da EMMA Capital per 630 milioni di euro, diventando di fatto l'unico proprietario di Sazka Group. Nella stessa operazione, KKCG (e quindi Sazka Group) ha acquisito le partecipazioni di EMMA Capital nella società greca di giochi d'azzardo OPAP S.A. (33%), in Lottoitalia e nella società di lotterie austriaca Casinos Austria AG (CASAG; 38,29%). Dal giugno 2020, il Gruppo Sazka è l'azionista di maggioranza di CASAG, di cui detiene il 55% delle azioni. Nel 2021, ha aumentato la sua quota di azioni al 59,7%. Nel 2022, il Gruppo Sazka ha aumentato le sue quote in OPAP al 49,84%.
Sazka Group a.s. ha iniziato il rebranding in Allwyn International a.s. nel dicembre 2021 e lo ha completato nel maggio 2022.
Nel marzo 2022 è stato annunciato che Allwyn Entertainment, Ltd., filiale britannica di Allwyn, è stata selezionata come candidato preferenziale per la licenza decennale dalla Gambling Commission del Regno Unito, per iniziare a gestire la National Lottery, concessa dallo Stato, a partire dal febbraio 2024. Oliver Gill del Daily Telegraph ha definito la licenza «il più grande contratto del settore pubblico del Regno Unito» e ha previsto che le entrate totali generate dalla vendita dei biglietti saranno comprese tra gli 80 e i 100 miliardi di sterline. Il precedente operatore della National Lottery, il Camelot Group, che deteneva i diritti dal 1994, ha intrapreso un'azione legale contro la decisione della Gambling Commission. Successivamente, ha ritirato la decisione di ricorrere in appello. Alla fine del 2022, è stato annunciato che Allywn aveva rilevato Camelot Group dall'Ontario Teachers' Pension Plan, diventando così l'operatore della National Lottery. All'inizio del 2023, Allwyn ha rilevato anche il Camelot Lottery Solutions Group, con sede negli Stati Uniti, che è l'operatore della Lotteria dello Stato dell'Illinois. Questa acquisizione ha segnato l'ingresso di Allwyn nel mercato delle lotterie degli Stati Uniti.
Allwyn ha dichiarato due volte l'intenzione di diventare una azienda pubblica. La prima volta è stata a metà degli anni 2010, quando Karel Komárek ha cercato di ottenere un'IPO alla Borsa di Londra. Tuttavia, i piani sono stati bloccati a causa della Brexit. All'inizio del 2022, Allwyn ha annunciato una fusione con la società di acquisizione speciale Cohn Robbins Holdings, al fine di essere quotata alla Borsa di New York. Il progetto non è stato realizzato a causa della «continua e crescente volatilità del mercato». Tuttavia Allwyn ha dichiarato l'intenzione di entrare comunque nel mercato azionario statunitense in un momento successivo.

### Tecnologia dell'informazione
Nel 2014, KKCG ha avviato il fondo d'investimento Springtide Ventures, il quale sostiene le startup del settore delle tecnologie dell'informazione provenienti dalla Repubblica Ceca e da Israele, attive nel settore della sicurezza informatica.
Nel 2017, KKCG ha acquistato una quota di maggioranza (70%) dell'azienda IT ceca AutoCont. Nel 2019 KKCG ha fondato Aricoma Group, dove da allora si sono concentrati gli investimenti dell'azienda nel settore informatico (a parte le due startup). Nello stesso anno è stato annunciato che Aricoma ha acquistato quote di maggioranza delle società di software ceche Cleverlance Enterprise Solutions (75%) e AEC (50%).
Nel 2020, Aricoma ha acquisito la società svedese di sviluppo software Seavus. Nel 2021 ha acquisito l'azienda informatica ceca Komix e la società di consulenza tecnologica svedese Stratiteq. Nel 2022, Aricoma ha acquisito l'azienda informatica polacca Clearcode e l'azienda bulgara di servizi di ingegneria del software Musala Soft. Alla fine di giugno 2023, il Gruppo Aricoma ha annunciato che opererà con due marchi principali: Aricoma e Qinshift. Tutte le aziende focalizzate sullo sviluppo di software personalizzato opereranno con il marchio Qinshift, mentre il resto del gruppo sarà rinominato Aricoma.

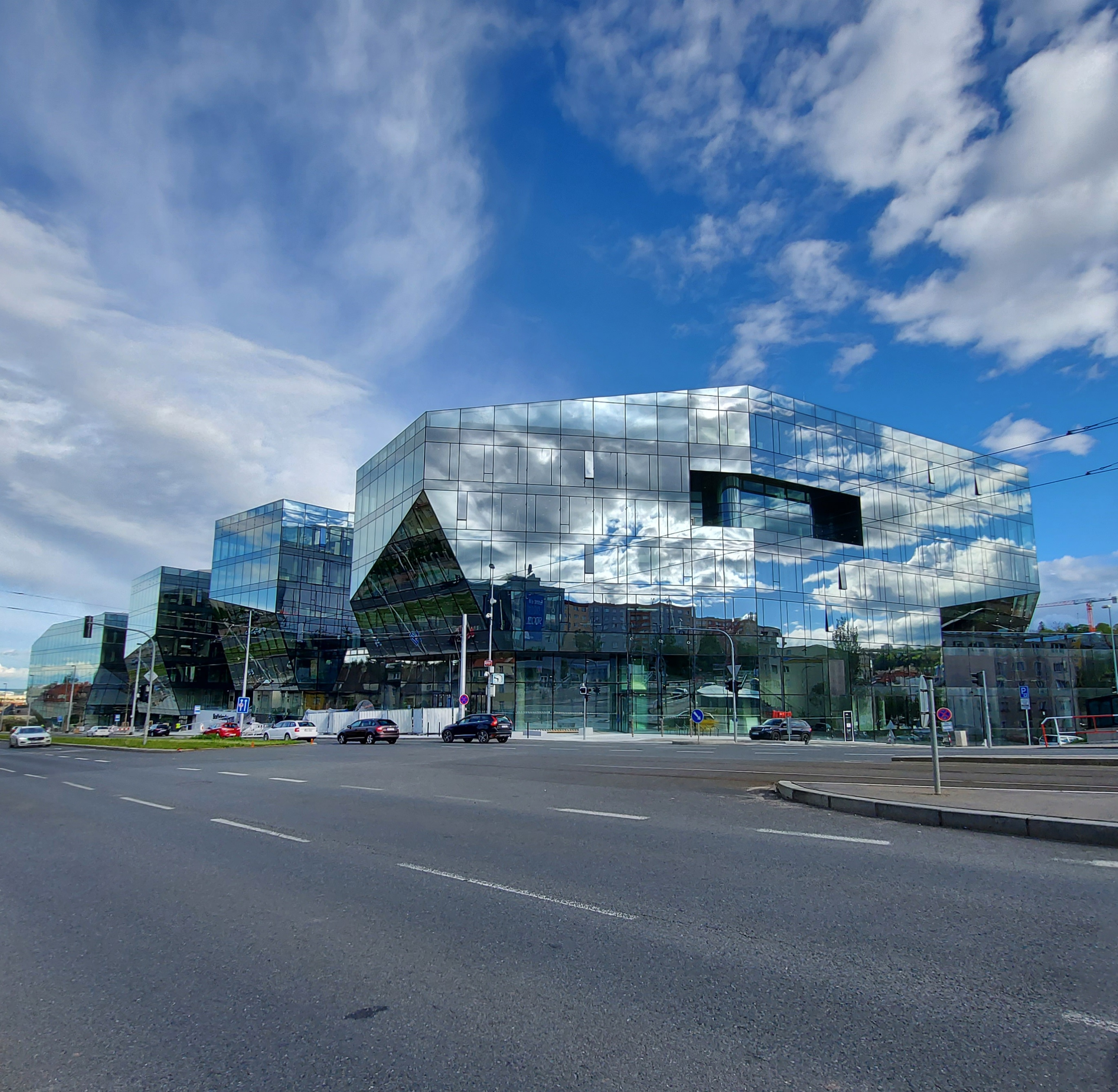
Bořislavka Centrum a Praga (2021)

### Immobili
Nel 2012, KKCG è entrata nel mercato immobiliare fondando la controllata KKCG Real Estate Group, con sede a Praga. Uno dei progetti più importanti e finora il più grande del gruppo è il Bořislavka Centrum di Praga, la cui costruzione è iniziata nel 2018 e che è stato inaugurato nel 2021.